# MAN TGM
MAN TGM (заводські індекси N08, N16, N18, N26, N28, N34, N36...N38, N44, N46, N48, N62...N65) — це вантажні автомобілі повною масою від 12 до 26 тонн, що виробляються компанією MAN з 2005 року.

## Перше покоління (2005-2020)

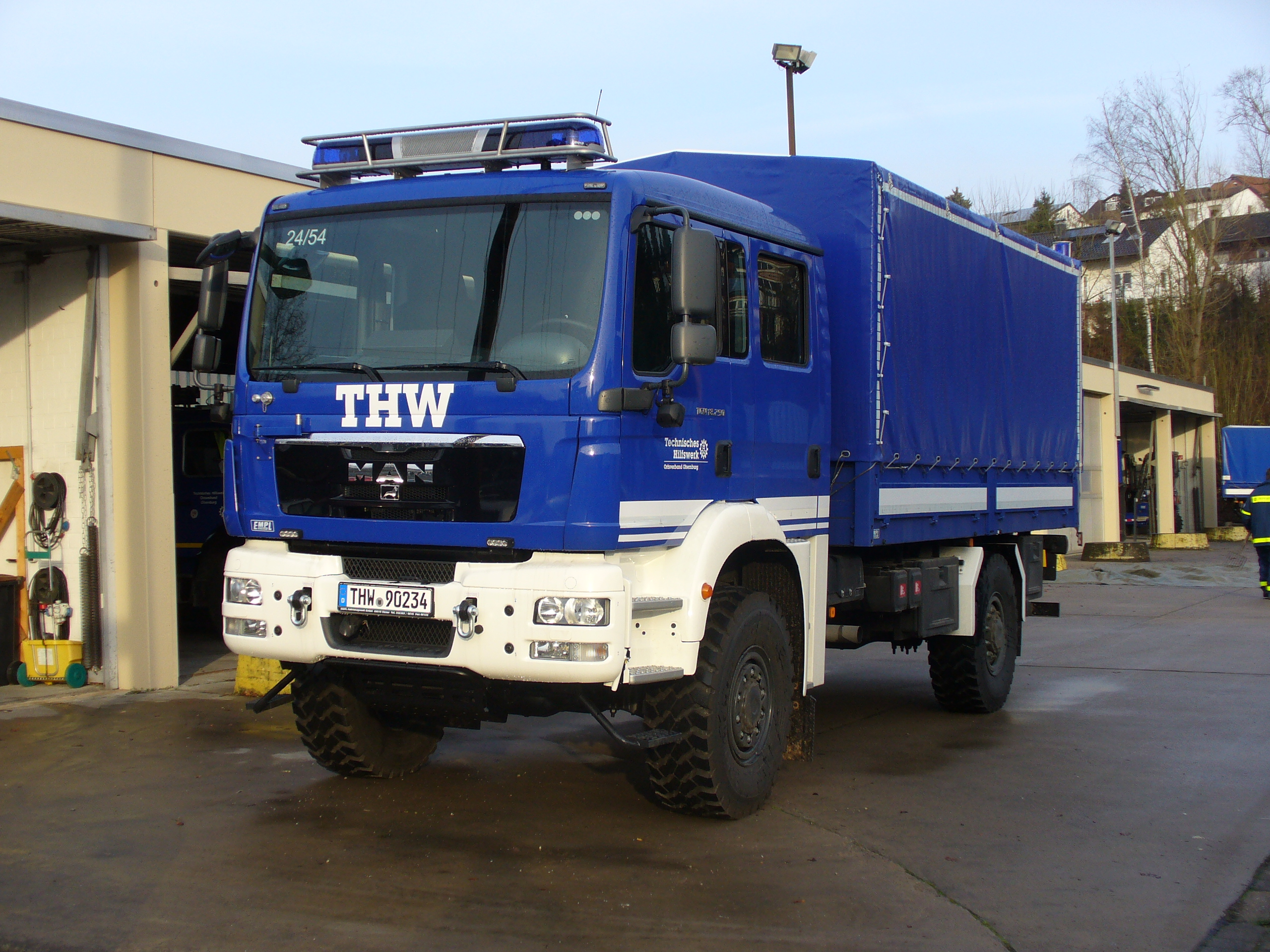
MAN TGM (2008-2012)

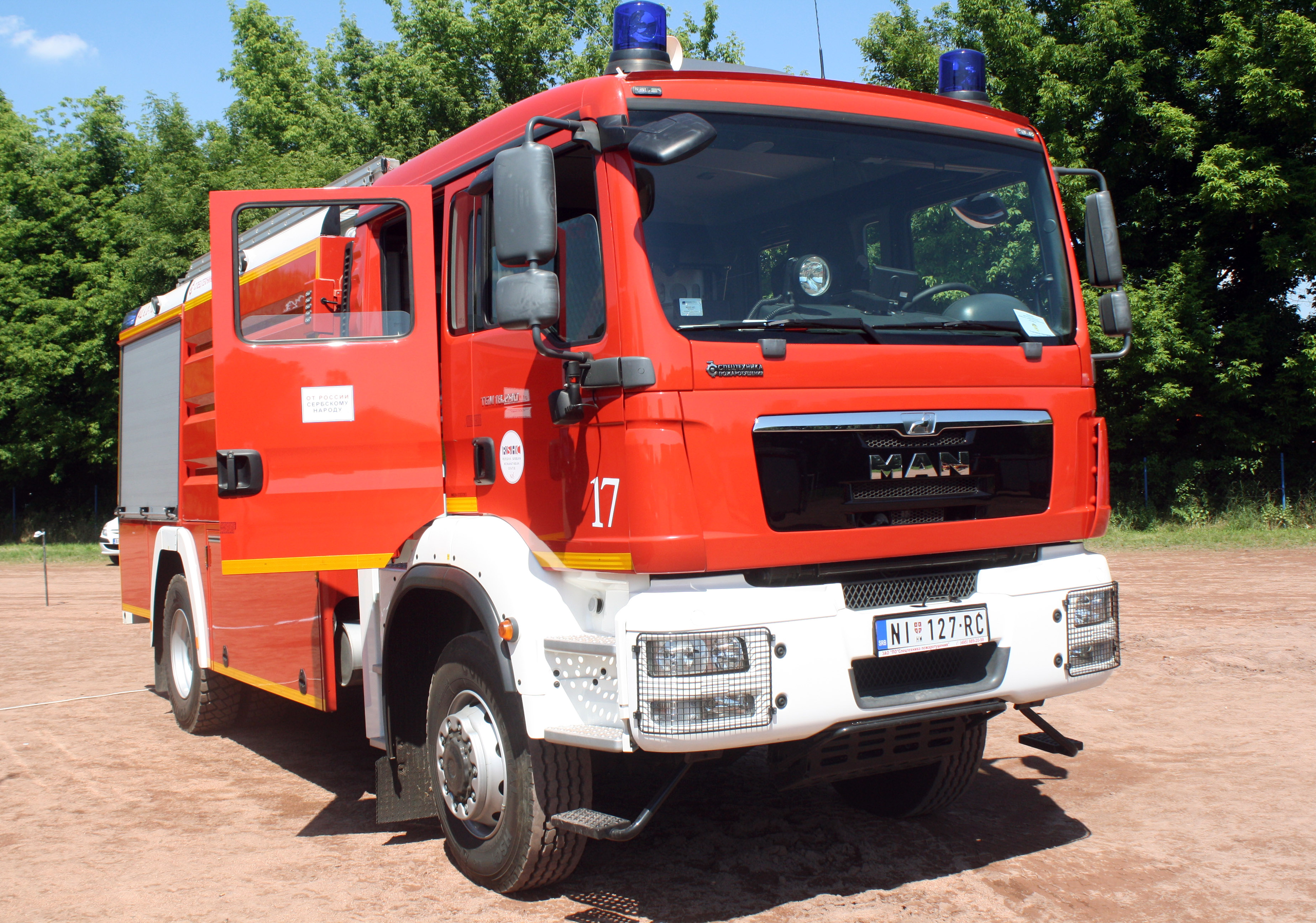
MAN TGM 18.290 (2012-2017)

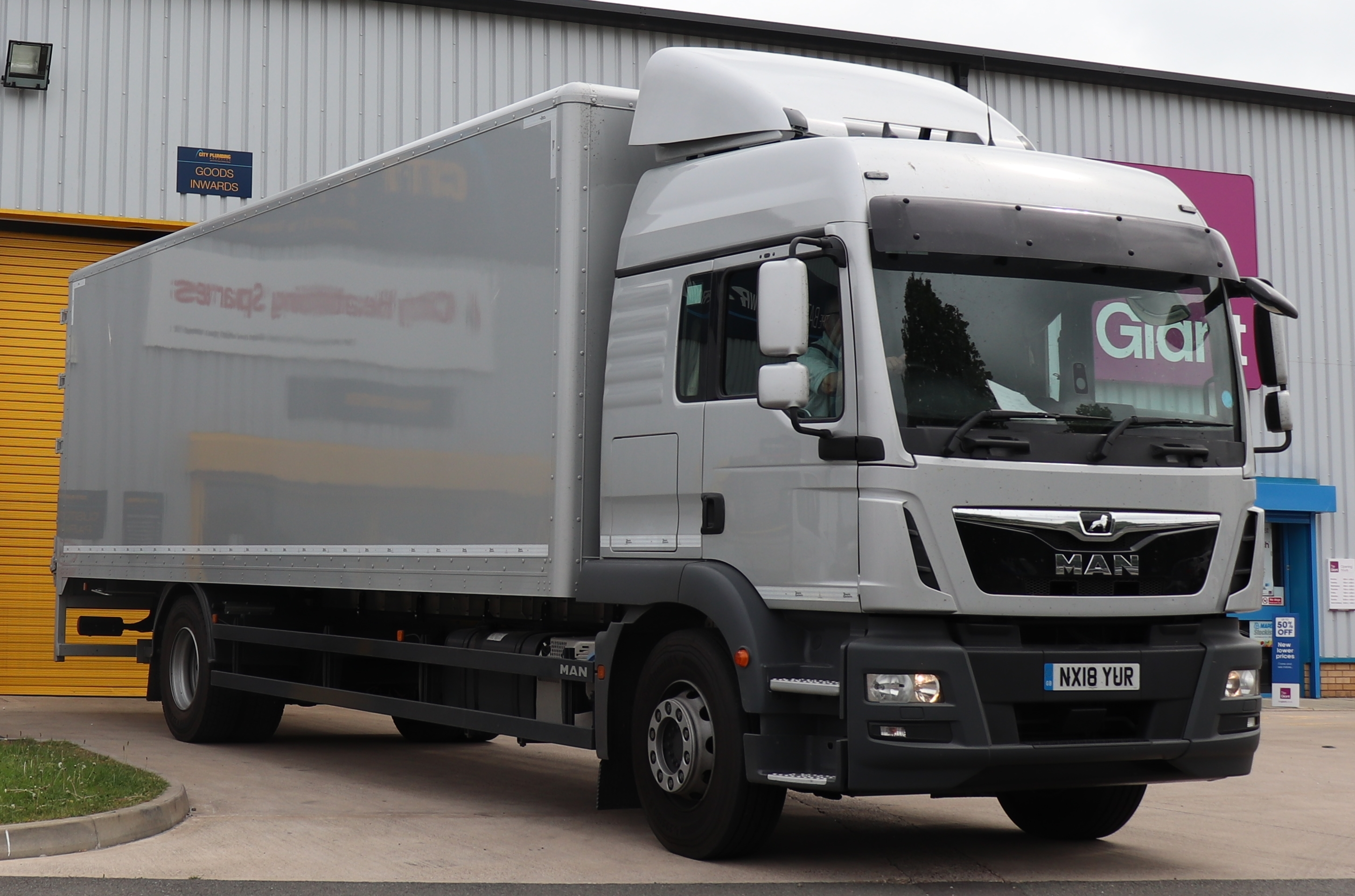
MAN TGM (з 2017)

Вантажівки TGM відносяться до середнього сегменту за тоннажем (повна маса 13-18 т). Далекобійні і розвізні вантажівки мають повну масу 15 і 18 т, колісну формулу 4x2 і колісну базу від 3525 до 6175 мм (довжина кузова відповідно дорівнює від 3,9 до 8,1 м). Розвозізні вантажівки обладнуються кабінами С, L і DoKa, магістральні - кабіною Lx. На машинах повною масою 15 т встановлені колеса розміром 19,5 дюймів, на більш важких - 22,5 дюйма. Моделі, призначені для важких умов експлуатації на будмайданчиках, мають повну масу 18 і 26 т: перші - двохосьові (4x2), другі - тривісні (6x4). Випускаються також вантажівки з колісною формулою 4x4, пристосовані для руху по бездоріжжю, повною масою 13 і 18 т.
Автомобілі оснащувалися турбонадувними 6-циліндровими рядними двигунами D0836 об'ємом 6,9 л потужністю 240, 280 і 326 к.с., які відповідають нормам Євро-3/Євро-4 (технологія EGR), з появою норм викидів Євро-5 та вище (EEV, Євро-6) гама двигунів трохи поміцнішала до 250, 290 та 340 к.с. Мотори агрегатуються з 9-ступінчастою механічною коробкою передач Eaton типів FS8309/ FSO8309, ZF Ecomid 9S-1110/ 9S-1310 або 12-ступінчастою автоматизованою ZF AS Tronic Mid 12AS-1210 з системою MAN TipMatic®. 

### Двигуни
| Модель                                                    | Код двигуна MAN                                           | Об'єм см3                                                 | Діаметр × хід поршня мм                                   | Потужність кВт (к.с.) при об/хв                           | Крутний момент Нм при об/хв                               | Норми викидів газів                                       | Система живлення                                          |
| 6-ти цилиндрові рядні дизельні двигуни (турбо інтеркулер) | 6-ти цилиндрові рядні дизельні двигуни (турбо інтеркулер) | 6-ти цилиндрові рядні дизельні двигуни (турбо інтеркулер) | 6-ти цилиндрові рядні дизельні двигуни (турбо інтеркулер) | 6-ти цилиндрові рядні дизельні двигуни (турбо інтеркулер) | 6-ти цилиндрові рядні дизельні двигуни (турбо інтеркулер) | 6-ти цилиндрові рядні дизельні двигуни (турбо інтеркулер) | 6-ти цилиндрові рядні дизельні двигуни (турбо інтеркулер) |
| --------------------------------------------------------- | --------------------------------------------------------- | --------------------------------------------------------- | --------------------------------------------------------- | --------------------------------------------------------- | --------------------------------------------------------- | --------------------------------------------------------- | --------------------------------------------------------- |
| xx.240                                                    | D0836LFL40                                                | 6871                                                      | ø108 × 125                                                | 176 (239) 2400                                            | 925 1200-1800                                             | Євро-3                                                    | Common Rail                                               |
| xx.240                                                    | D0836LFL50 D0836LFL53                                     | 6871                                                      | ø108 × 125                                                | 176 (239) 2300                                            | 925 1200-1800                                             | Євро-4 PM-Kat                                             | Common Rail                                               |
| xx.250                                                    | D0836LFL63 D0836LFL69                                     | 6871                                                      | ø108 × 125                                                | 184 (250) 2300                                            | 1000 1100-1750                                            | Євро-5 Oxi-Kat                                            | Common Rail                                               |
| xx.250                                                    | D0836LFL60                                                | 6871                                                      | ø108 × 125                                                | 184 (250) 2300                                            | 1000 1100-1750                                            | EEV PM-Kat                                                | Common Rail                                               |
| xx.250                                                    | D0836LFL66 D0836LFL75                                     | 6871                                                      | ø108 × 125                                                | 184 (250) 2200                                            | 1000 1200-1750                                            | Євро-6 SCR+CRT                                            | Common Rail                                               |
| xx.280                                                    | D0836LFL41                                                | 6871                                                      | ø108 × 125                                                | 206 (280) 2400                                            | 1100 1200-1800                                            | Євро-3                                                    | Common Rail                                               |
| xx.280                                                    | D0836LFL51 D0836LFL54                                     | 6871                                                      | ø108 × 125                                                | 206 (280) 2300                                            | 1100 1200-1750                                            | Євро-4 PM-Kat                                             | Common Rail                                               |
| xx.290                                                    | D0836LFL64 D0836LFL70                                     | 6871                                                      | ø108 × 125                                                | 213 (290) при 2300 об/хв                                  | 1150 1200-1800                                            | Євро-5 Oxi-Kat                                            | Common Rail                                               |
| xx.290                                                    | D0836LFL61                                                | 6871                                                      | ø108 × 125                                                | 213 (290) при 2300 об/хв                                  | 1150 1200-1800                                            | EEV PM-Kat                                                | Common Rail                                               |
| xx.290                                                    | D0836LFL67 D0836LFL76                                     | 6871                                                      | ø108 × 125                                                | 213 (290) 2200                                            | 1150 1200-1750                                            | Євро-6 SCR+CRT                                            | Common Rail                                               |
| xx.330                                                    | D0836LFL44                                                | 6871                                                      | ø108 × 125                                                | 240 (326) 2400                                            | 1250 1200-1800                                            | Євро-3                                                    | Common Rail                                               |
| xx.330                                                    | D0836LFL52 D0836LFL55                                     | 6871                                                      | ø108 × 125                                                | 240 (326) 2300                                            | 1250 1200-1800                                            | Євро-4 PM-Kat                                             | Common Rail                                               |
| xx.340                                                    | D0836LFL65 D0836LFL71                                     | 6871                                                      | ø108 × 125                                                | 250 (340) 2300                                            | 1250 1200-1800                                            | Євро-5 Oxi-Kat                                            | Common Rail                                               |
| xx.340                                                    | D0836LFL62                                                | 6871                                                      | ø108 × 125                                                | 250 (340) 2300                                            | 1250 1200-1800                                            | EEV PM-Kat                                                | Common Rail                                               |
| xx.340                                                    | D0836LFL68 D0836LFL77                                     | 6871                                                      | ø108 × 125                                                | 250 (340) 2200                                            | 1250 1200-1800                                            | Євро-6 SCR+CRT                                            | Common Rail                                               |

Примітки:
- PM-Kat: Particulate Matter (сажовий фільтр).
- EEV: Enhanced Environmentally friendly Vehicle (автомобіль з підвищіними екологичними якостями).
- SCR: Selective Catalytic Reduction (селективна каталітична нейтралізація) з AdBlue® як реагентом.
- CRT: Continuously Regenerating Trap (сажовий фільтр з постійною регенерацією)

На машинах передбачені варіанти підвісок: з параболічними ресорами спереду і ззаду, пневмопідвіскою заднього моста або всіх осей. Серійно на машини встановлюється гальмівна система з пневматичним приводом, дисковими гальмами і ABS.

## Друге покоління (з 2020)

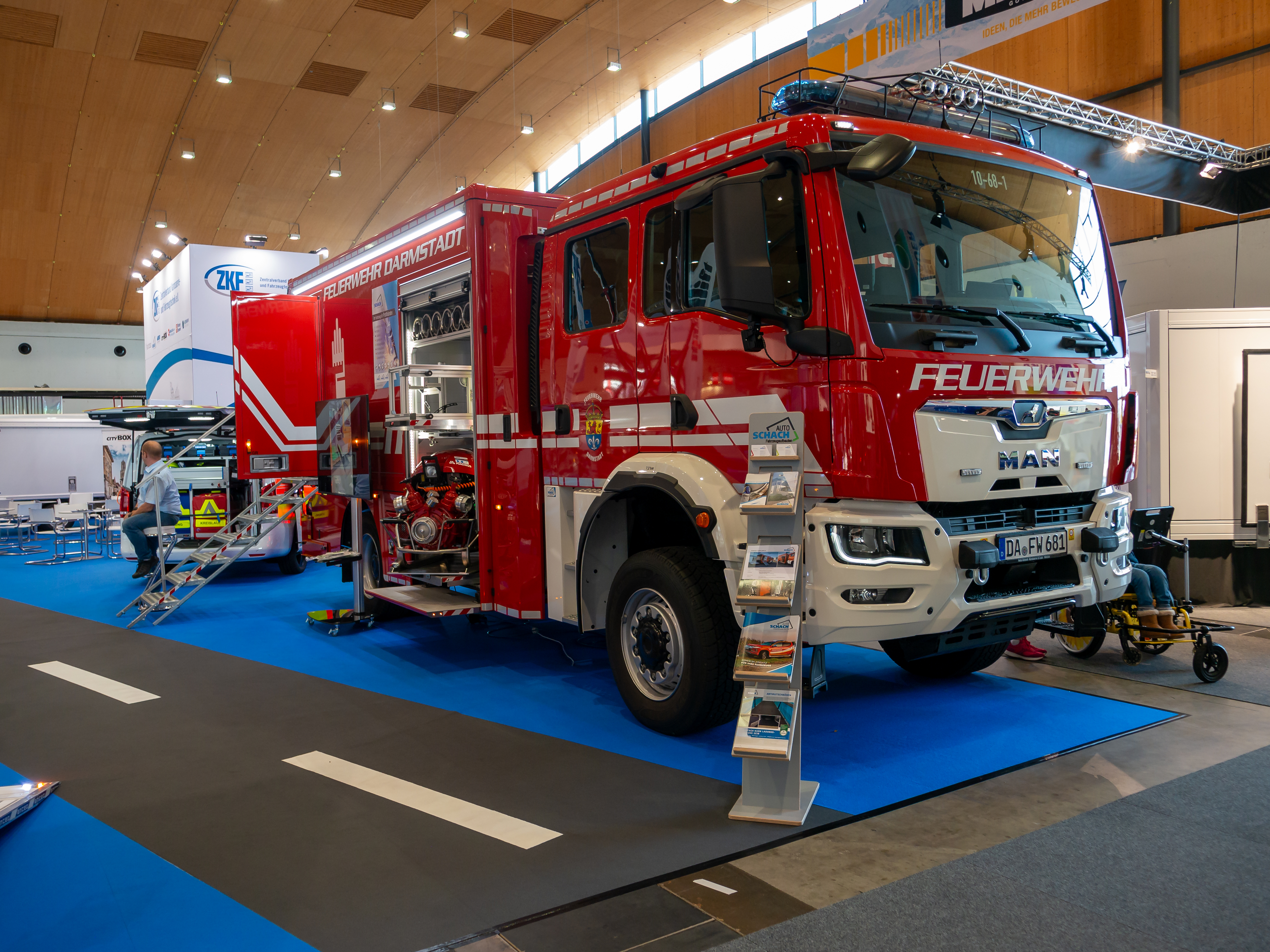

У 2020 році MAN представив друге покоління TGM з повністю новою кабіною шириною 2,24 м. Тут можливі чотири варіанти за довжиною – 1,62 м (С – Compact), 1,88 м (N – перевезення на короткі відстані), 2,28 м (F – далекобійні) та 2,78 м (B – дворядна). Варіантів по висоті три, із зовнішніми габаритами – 1645 мм (С), 1737 мм (N) та 2035 мм (M).
Інтер’єр повністю новий і натхненний новим MAN TGX.